# Ersatzbaustoffverordnung
Die Ersatzbaustoffverordnung ist eine Verordnung des Bundesministeriums für Umwelt, Naturschutz und nukleare Sicherheit. Sie legt Anforderungen an die Herstellung und den Einbau mineralischer Baustoffe fest, die aus Recyclingmaterial, Nebenprodukten oder Abfällen gewonnen wurden. Die Verordnung wurde am 16. Juli 2021 als Artikel 1 der Mantelverordnung für Ersatzbaustoffe und Bodenschutz im Bundesgesetzblatt veröffentlicht und trat am 1. August 2023 in Kraft.

## Geschichte

### Vorgeschichte und Problemlage
Lange orientierte sich in Deutschland die Praxis der Umweltbehörden wie Wirtschaft im Anwendungsbereich der Verordnung weitgehend an Technischen Regeln, dabei hauptsächlich an der LAGA M20 von 1997, aktualisiert 2003 und 2004 zu „Anforderungen an die stoffliche Verwertung mineralischer Reststoffe / Abfälle“. So erlangte sie zwar normativer Kraft, war für sich aber ohne Rechtsbindung, zudem in den Bundesländern  nur uneinheitlich zum Maßstab der Verwaltungspraxis herangezogen und fachlich zunehmend als überholungsbedürftig erkannt. Dabei stellten bislang darüber verwaltete mineralische Abfälle mit etwa 240 Mio. Tonnen (t) den mit Abstand größten Abfallstrom in Deutschland dar. Der Regierung stellte sich die daher Aufgabe, deren Verwertung, ansonsten Beseitigung so zu steuern, dass es
- den Anforderungen der Agenda 2030 für nachhaltige Entwicklung der Vereinten Nationen an ein nachhaltiges und ressourceneffizientes Wirtschaften genügend je bestmöglich diene dem
- Schutz von Mensch und Umwelt, insbesondere Grundwasser und Boden gemäß dem Vorsorge- und Nachhaltigkeitsprinzip und zugleich den
- Zielen von § 6  Kreislaufwirtschaftsgesetz (KrWG) und § 1  Bundes-Bodenschutzgesetzes (BBodSchG, also Sicherung und Wiederherstellung der Bodenfunktionen).

Dies soll vorwiegend Recycling erreichen, also die Aufbereitung und der nachfolgende Einbau in technische Bauwerke, sowie die sonstige stoffliche Verwertung in Form der Verfüllung von Abgrabungen und Tagebauen.

### Entstehungsgeschichte
Erste Fassungen wurden im Jahr 2011 im Rahmen einer Mantelverordnung im Entwurf veröffentlicht. Die Bundesregierung beschloss im Mai 2017 den Entwurf der sogenannten Mantelverordnung. Dieser Entwurf passierte den Deutschen Bundestag und wurde dem Bundesrat zugeleitet. Das Bundesministerium für Umwelt, Naturschutz und nukleare Sicherheit beantragte am 4. Juni 2020 die Wiederaufnahme des Bundesratsverfahrens und teilte dem Bundesrat mit, dass die Bundesregierung an ihrem Verordnungsvorhaben BR-Drucksache 566/17 festhält. Der Bundesrat beschloss in seiner 995. Sitzung am 6. November 2020, der Verordnung gemäß Art. 80 Absatz 2 des Grundgesetzes nach Maßgabe der sich aus der Anlage der Drucksache 587/20 (Beschluss) ergebenden Änderungen zuzustimmen. Diesem Beschluss stimmte das Bundeskabinett aufgrund der Einwände des Landes Bayern nicht zu. Im Mai 2021 überarbeitete die Bundesregierung den Entwurf der Mantelverordnung vom November unter anderem in § 8 Abs. 8 der Bundes-Bodenschutz- und Altlastenverordnung.

## Gliederung
27 Paragraphen sind in sechs Abschnitte gegliedert:
1. Allgemeine Bestimmungen (Anwendungsbereich und Definitionen)
2. Annahme von mineralischen Abfällen
3. Herstellen von mineralischen Ersatzbaustoffen
4. Einbau von mineralischen Ersatzbaustoffen
5. Getrennte Sammlung von mineralischen Abfällen
6. Gemeinsame Bestimmungen, darunter Bußgeldtatbestände

und dann in 8 Anlagen ausgeführt:
- Anlage 1 Abkürzungsverzeichnis und Materialwerte für die in den Anlagen bezeichneten mineralischen Ersatzbaustoffe
- Anlage 2 Einsatzmöglichkeiten von mineralischen Ersatzbaustoffen in technischen Bauwerken
- Anlage 3 Einsatzmöglichkeiten von mineralischen Ersatzbaustoffen in spezifischen Bahnbauweisen
- Anlage 4 Art und Turnus der Untersuchungen von mineralischen Ersatzbaustoffen im Rahmen der Güteüberwachung
- Anlage 5 Bestimmungsverfahren
- Anlage 6 Zulässige Überschreitungen
- Anlage 7 Muster Lieferschein
- Anlage 8 Muster Deckblatt/Voranzeige/Abschlussanzeige

## Ziele
Die Ersatzbaustoffverordnung legt bundeseinheitlich verbindliche Anforderungen an die Herstellung und den Einbau mineralischer Ersatzbaustoffe (MEB) fest. Dazu zählen unter anderem Bodenmaterial, Recycling-Baustoffe aus Bau- und Abbruchabfällen, bestimmte Schlacken aus der Metallerzeugung und Aschen aus thermischen Prozessen. Ihre Herstellung erfolgt in erster Linie durch Aufbereitungsanlagen, in denen die mineralischen Stoffe behandelt, also zum Beispiel sortiert, getrennt, zerkleinert, klassiert, gereinigt oder abgekühlt werden. Die Aufbereitung mineralischer Ersatzbaustoffe ist mit einer festgelegten Güteüberwachung durch akkreditierte Überwachungs- und Untersuchungsstellen verbunden. Die Verordnung gibt zum einen Grenzwerte (Materialwerte) in Bezug auf bestimmte Schadstoffe vor, deren Einhaltung durch den Hersteller zu gewährleisten ist. Zum anderen sieht sie an diese Grenzwerte angepasste Einbauweisen vor, die der Verwender entsprechend den örtlichen Gegebenheiten beachten muss. Damit soll der Eintrag von Schadstoffen durch Sickerwasser in den Boden und das Grundwasser begrenzt und Verunreinigungen ausgeschlossen werden. Einbauseitig sind technische Bauwerke vor allem im Tiefbau, wie Straßen, Schienenverkehrswege, befestigte Flächen, Leitungsgräben, Lärm- und Sichtschutzwälle betroffen.
Die Verordnung soll u. a. Rechtsunsicherheiten aufheben, administrative Vorgänge verringern und die Wettbewerbschancen bei bundesweiten Bau- und Lieferleistungen erhöhen, indem länderspezifische Regelungen aufgehoben werden.
Neben dem Schutz von Boden und Grundwasser entspricht die Verordnung dem Grundgedanken des Kreislaufwirtschaftsgesetzes, natürliche Ressourcen zu schonen.

## Anwendungsbereich
Die Ersatzbaustoffverordnung bestimmt
1. was mineralische Ersatzbaustoffe (MEB) in ihrem Sinne sind[2],
2. Anforderungen an

- deren Herstellung,
- deren Inverkehrbringen,
- deren Einbau in technische Bauwerke (im Sinne von § 2 Ziff.2) sowie an die
- getrennten Sammlung von mineralischen Abfällen aus technischen Bauwerken   und an die
- Probenahme und Untersuchung von nicht aufbereitetem
  - Bodenmaterial und
  - Baggergut, das ausgehoben oder abgeschoben werden soll,

und damit zugleich die Voraussetzungen, unter denen die Verwendung mineralischer Ersatzbaustoffe keine schädlichen Auswirkungen auf Mensch und Umwelt im Sinne des § 4 Absatz 1 Nummer 4 letzter Satzteil oder des § 5 Absatz 1 Nummer 4 des Kreislaufwirtschaftsgesetzes besorgen lässt, sowie
3.
das, was von ihr ausgenommen ist, nämlich:
- Bodenschätze wie Minerale, Steine, Kiese, Sande und Tone, die in Trocken- oder Nassabgrabungen, Tagebauen oder Brüchen gewonnen werden,
- die Verwendung mineralischer Ersatzbaustoffe
  - auf oder in einer durchwurzelbaren Bodenschicht, sowie unterhalb oder außerhalb einer durchwurzelbaren Bodenschicht, letzteres jedoch wiederum ausgenommen in technischen Bauwerken,
  - als Deponieersatzbaustoffe nach Teil 3 der Deponieverordnung,
  - auf Halden oder in Absetzteichen des Bergbaus sowie in bergbaulichen Hohlräume gemäß der Versatzverordnung,
  - im Deichbau und in Gewässern,
  - als Ausbauasphalt der Verwertungsklasse A im Straßenbau, sofern die „Richtlinien für die umweltverträgliche Verwertung von Ausbaustoffen mit teer-/pechtypischen Bestandteilen sowie für die Verwertung von Ausbauasphalt im Straßenbau - RuVA-StB 01 -“[4] und die „Technischen Lieferbedingungen für Asphaltgranulat - TL AG-StB -“,[5] angewendet werden,
  - in Anlagen des Bundes gemäß § 9a Absatz 3 des Atomgesetzes[6],
- die Zwischen- oder Umlagerung mineralischer Ersatzbaustoffe
  - im Rahmen der Errichtung, der Änderung oder der Unterhaltung von baulichen und betrieblichen Anlagen, einschließlich der Seitenentnahme von Bodenmaterial und Baggergut,
  - im Tagebau unter vergleichbaren Bodenverhältnissen und geologischen und hydrogeologischen Bedingungen,
  - im Rahmen der Sanierung einer schädlichen Bodenveränderung oder Altlast oder innerhalb des Gebietes eines für verbindlich erklärten Sanierungsplans,
- hydraulisch gebundene Gemische einschließlich ihrer Ausgangs-, Zuschlags- und Zusatzstoffe im Geltungsbereich der Landesbauordnungen sowie im Bereich der Bundesverkehrswege, soweit diese Gemische nicht von den Einbauweisen 1, 3 und 5 der Anlage 2 erfasst sind.

Die Ersatzbaustoffverordnung richtet sich an alle, die dort mit solchen Stoffen umgehen, also deren Besitzer wie Sammler, Erzeuger bzw. Hersteller, darunter Betreiber von Aufbereitungsanlagen, Verwender (wie Bauherren), Händler wie Makler, Beförderer, Überwachungs- und Untersuchungsstellen sowie Mitarbeiter wie Dienstleister (Architekten, Planungsbüros, Gutachter, Sachverständige, Akkreditierungsstellen etc.), die für diese Gruppen tätig sind, sowie deren Überwachungsbehörden.

## Auszug aus dem Inhalt
Folgende Arten mineralischer Ersatzbaustoffe (MEB) listet Anlage 1 der Verordnung auf, die nach ihrer Materialqualität, also nach tabellarisch dazu ausgeführten Parametern (= Materialwerten, also nach konkreten Grenz- und Orientierungswerten) verschiedenen Materialklassen zugeordnet sein können, also Kategorien ähnlich Güteklassen für ihre in Anlagen 2 und 3 näher bestimmten  Einsatz-, also Verwertungsmöglichkeiten:
- Baggergut(BG) der Klassen BG-0, 0*, F0*, F1, F2, F3,
- Bodenmaterial (BM) der Klassen BM-0, 0*, F0*, F1, F2, F3,
- Gießerei – Kupolofenschlacke (GKOS),
- Gießereirestsand (GRS),
- Gleisschotter (GS) der Klassen GS-0, 1, 2, 3
- Hausmüllverbrennungsasche (HMVA) der Klassen HMVA-1, 2
- Hochofenstückschlacke (HOS) der Klassen HOS-1, 2,
- Hüttensand (HS),
- Kupferhüttenmaterial (CUM) der Klassen CUM-1, 2,
- Recyclingbaustoff (RC) der Klassen RC-1, 2, 3, sowie Ziegelmaterial (ZM),
- Stahlwerksschlacke (SWS) der Klassen SWS-1, 2,
- Schmelzkammergranulat aus der Schmelzkammerfeuerung von Steinkohle (SKG),
- Steinkohlenkesselasche (SKA),
- Steinkohlenflugasche (SFA) und Braunkohlenflugasche (BFA)

Die Materialwerte (Anlage 1), hergeleitet aus den Prüfwerten der Grundwasserverordnung, bestimmen die Einstufung dieser Ersatzbaustoffe in einzelne Qualitäten. Für jede Güte, also Materialklasse bestimmen Tabellen Einsatzmöglichkeiten in technischen Bauwerken (vgl. Anlage 2) und spezifischen Bahnbauweisen (vgl. Anlage 3);  darin sind auch Einbauweisen und geeignete technische Bauwerke verzeichnet. Anlagen 4 und 5 führen aus zu den technischen Untersuchungsverfahren zur Ermittlung der Materialwerte, Anlage 6 zur Einordnung von Untersuchungsergebnissen der Güteüberwachung, insbesondere zur Gewichtung einzelner Überschreitungen.
Ob ein Ersatzbaustoff für ein technisches Bauwerk umweltrechtlich verwendet werden darf, hängt außer von den einzuhaltenden Materialwerten von der hydrologischen Empfindlichkeit des Lager- oder Einbauortes ab, etwa von seiner Lage in einem Wasserschutzbereich oder von der Beschaffenheit der Grundwasserdeckschicht. Außerhalb von Wasserschutzgebiet, Wasservorranggebiet und Heilquellenschutzgebiet (Wasserschutzbereichen) unterscheiden die Tabellen die Eignung der Grundwasserdeckschichten in „ungünstig“, „günstig - Sand“ und „günstig - Lehm/Schluff/Ton“. Innerhalb von Wasserschutzbereichen sind die Einsatzmöglichkeiten mineralischer Ersatzbaustoffe auf günstige Grundwasserdeckschichten (Sand oder Lehm/Schluff/Ton, grundwasserfreie Sickerstrecke > 1 m zuzüglich Sicherheitsabstand) beschränkt; im Einzelfall sind  darin Einsatzmöglichkeiten  auf die Kategorie günstig Lehm/Schluff/Ton beschränkt. Grundwasserfreie Sickerstrecke bedeutet dabei der Abstand zwischen dem unteren Einbauhorizont des mineralischen Ersatzbaustoffes und dem höchsten gemessenen Grundwasserstand zuzüglich eines Sicherheitsabstands von 0,5 Meter.
17 Arten technischer Bauwerke sind in Anlage 2 und 26 spezifische Bahnbauweisen in Anlage 3 aufgeführt und dort verwendbaren Ersatzbaustoffen zugeordnet.

## Ausblick
Die Ersatzbaustoffverordnung flankieren weitere Normen: Neben dem Bundes-Bodenschutzgesetz und der Bundesbodenschutzverordnung regeln das Kreislaufwirtschaftsgesetz,  die Gewerbeabfallverordnung, die Deponieverordnung und eine Reihe weiterer Vorschriften die Ströme mineralischer Abfälle bzw. Nebenprodukte in Deutschland sowie insbesondere in Verbindung mit dem Basler Übereinkommen Verbringungen ins Ausland und mit der Abfallverzeichnis-Verordnung deren Klassifizierung (harmonisiert mit dem Europäischen Abfallkatalog).
Vor Verwendung mineralischer Ersatzbaustoffe in technischen Bauwerken sind zudem technische Richtlinien zu prüfen. Ein mineralischer Ersatzbaustoff, der aus umweltrechtlicher  Sicht gemäß  Ersatzbaustoffverordnung einbaubar wäre, muss damit nicht schon in technischer Hinsicht gut geeignet sein. Ebenso sind regionale Verfügbarkeit und andere wirtschaftliche Aspekte  beachtlich.

## Kritik
Die Recycling- und Bauwirtschaft fordert Nachbesserungen an der Ersatzbaustoffverordnung. Sie gehe an der Baupraxis vorbei, führe zur länderspezifischen statt bundeseinheitlichen Umsetzung und reiche nicht aus, um Ressourcenschutz bei Sand, Kies und anderen Natursteinen sowie eine zirkuläre Bauwirtschaft im Allgemeinen zu fördern. Die betroffenen Verbände diskutieren u. a. die Untersuchungsverfahren zur Qualitätssicherung von Ersatzbaustoffen. Die vorgesehenen Verfahren – ausführlicher Säulenversuch, Säulenkurztest, Schüttelverfahren – würden unter Umständen zu unterschiedlichen Qualitätseinstufungen führen. Auch zum Ende der Abfalleigenschaft für Ersatzbaustoffe und deren Einbau auf kiesigem Untergrund gibt es noch Regelungsbedarf.